# سيدريك فيرث
سيدريك فيرث (بالإنجليزية: Cedric Firth)‏ هو كاتب ومهندس معماري نيوزيلندي، ولد في 22 مايو 1908، وتوفي في 31 مايو 1994.